# 肥前の大甕
肥前の大甕（ひぜんのおおがめ）とは、江戸時代中期（17世紀頃）から肥前国（現在の佐賀県・長崎県）の一部で作られていた大型の甕。ハンズーガメ（飯胴甕）などと呼ばれた。唐津焼の一つとして数えられる。日用雑器として貯蔵・醸造などに幅広く使われたが、生活様式の変化で大甕の需要が減り、東松浦郡相知町（現唐津市相知町）の藤田製陶所が1978年（昭和53年）に生産を終えたことでその歴史を閉じている。あくまで実用品であり華美な装飾など一切ないが、その巨大なフォルムには独特の存在感があり、生産終了後も一部が花器やオブジェ用に流通するなど古美術品として再評価されている。

## 概要

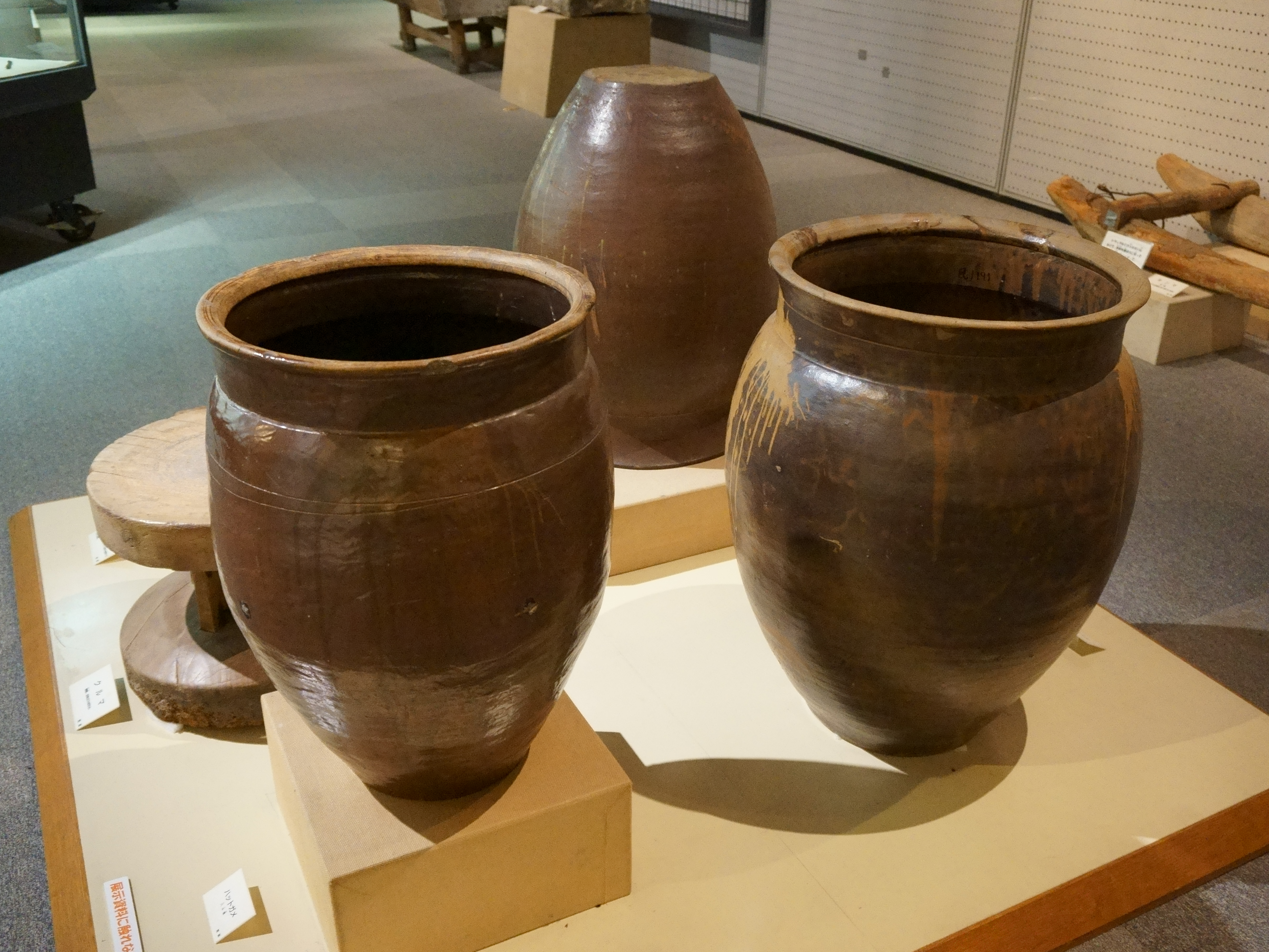
左から八斗甕（ハットガメ）、男甕（オトコガメ）、大天甕（ダイテンガメ）（佐賀県立博物館）

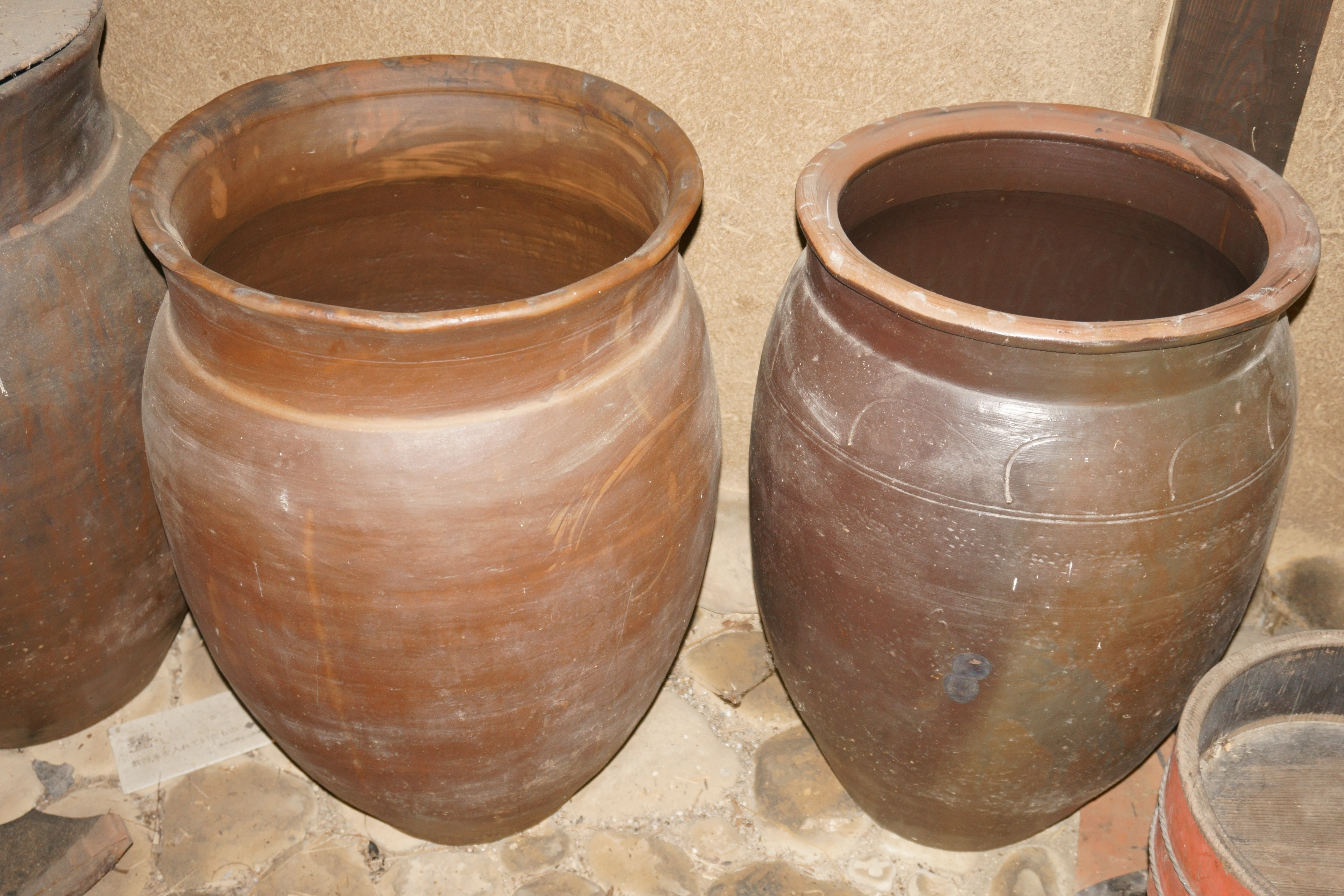
川打家住宅（多久市）にて

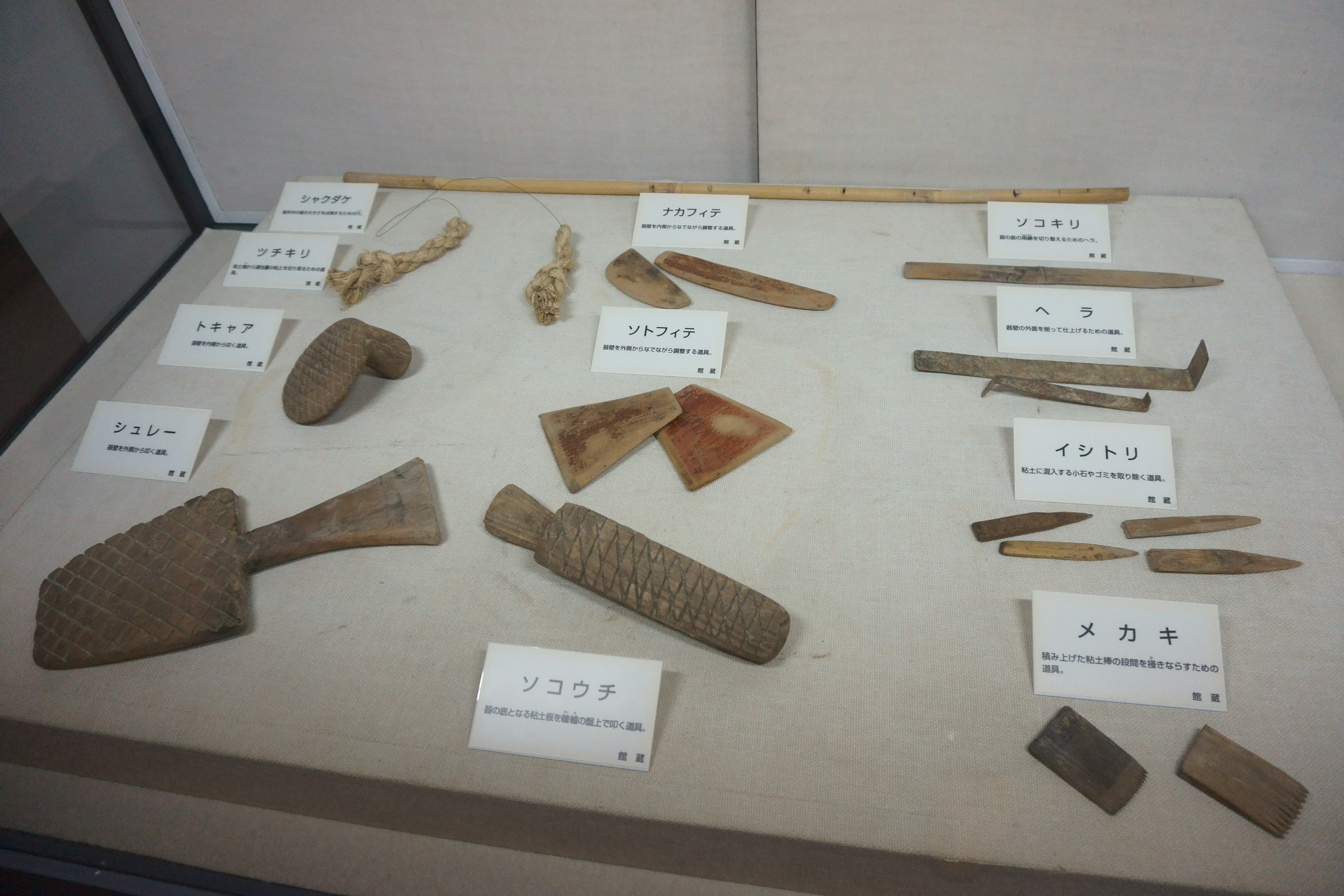
制作用具（佐賀県立博物館）

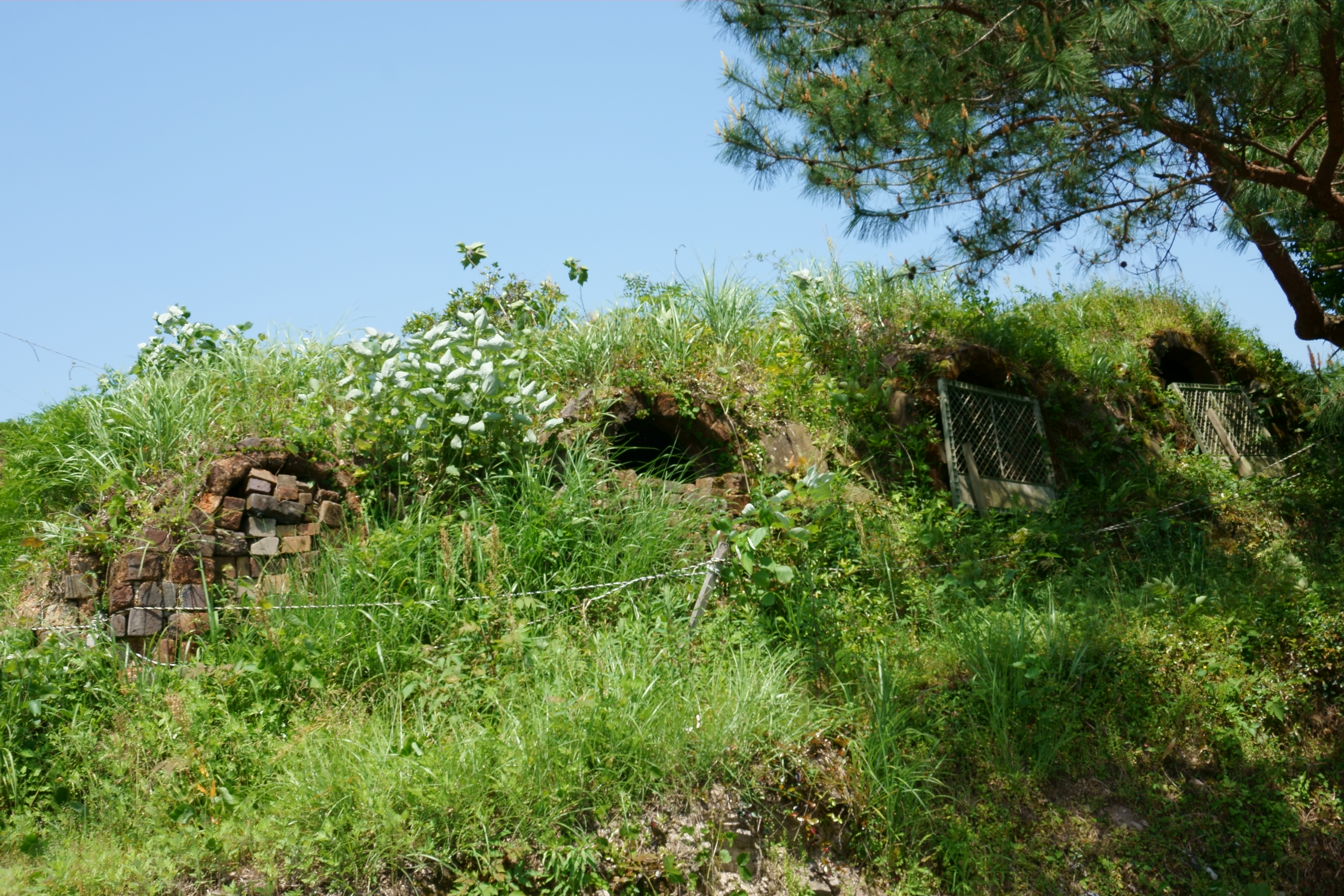
唐津市相知町横枕の大甕登り窯跡

赤褐色の土に茶褐色の釉をかけた大型の甕。主な生産地は伊万里市、武雄市、塩田町（現嬉野市塩田町）、多久市、相知町（現唐津市相知町）など。大きさは用途に応じて様々ある。嘉永六年の年号が記された初期の大甕で、佐賀県立九州陶磁文化館に所蔵されている大甕は一石二斗入で高さ90センチ以上、口径50センチ、胴回り70センチとなっている。また、武雄市西川登町の古窯、甕屋窯二号窯の発掘調査（1986年-1987年調査）では口径が81.8センチもある甕の陶片が発掘されている。これだけの大甕を焼くため窯も非常に大きく、この甕屋窯の登り窯は水平全長が40メートルを超えている。
名称は容量に応じて違うが、生産場所毎でも名称が異なったので戦後に統一されたが詳しくは記録が残っていない。「五石」（容量4石）「相二石」（同1石2斗）「中二石」・「男ガメ」（同一石）「大天」・「女ガメ」（同8斗）「大味噌」（同2斗）「大寸切」（同1斗弱）「小寸切」（同5升）「大摺鉢」などがあった。
大甕は粘土紐を輪積みし、ある程度の高さになったら当て木を甕の内側に当て、叩き板で外側から叩き締めていく「叩きの技法」によって作られている。この技法は朝鮮半島由来のものと考えられており、当て木の「トキャー」、叩き板の「シュレー」など用具も朝鮮系の名称で呼ばれている。なお、この叩きの技法は甕造りでは廃れてしまったが、唐津焼の人間国宝となった十二代中里太郎右衛門が最後の甕造り窯である藤田製陶所などで技法を学び作陶に生かしたため、芸術の世界では残っている。ほか、蹴り轆轤を二人がかりで使用する、火を用いての強制乾燥が技術的特徴として挙げられる。韓国で使われるオンギ（甕器）と呼ばれる粗質渇釉陶器との間で製作技法・用具・施設の面で類似・共通する面が多い。
江戸後期から大量に生産され全国各地に流通したため、多くの遺跡から発掘調査で発見されている。

## 用途

### 貯蔵用
最も主要な用途は水や穀物の貯蔵用である。液体の貯蔵では水以外にも油や酒、醤油などにも使われた。スウェーデンの植物学者カール・ツンベルクは著書において「甕は水の貯蔵に使われる。日常の飲料水はこのなかで清潔に冷たく貯えられ，さらに沈殿物は底に沈んでいくので，水はより清浄になり，健康に良い」と記している。またこの甕を「世界最大」とし、オランダ人が購入してバタビアなど東インドで販売しているとも記している。また、ドイツの博物学者エンゲルベルト・ケンペルも「非常に大きな一種の壺が焼かれ，ハンブルクの壺と同じように，水瓶として使われている。」と記録に残している。

### 生産用
焼酎や酢の醸造や漬物の生産にも使用された。1936年（昭和11年）の「肥前陶磁史考」（中島浩氣著）に「鹿児島の泡盛容器にも供給され、年産額五千余円を挙げたりしが…」との一文がある。九州陶磁文化館が2004年（平成16年）に調査したところ焼酎や醤油蔵のほか、山川漬け（壺漬け）の生産現場で多数の肥前製の大甕を発見している。
ほか、焼き物製造現場では釉薬の調合に使われたほか、藍染の藍の保存、鋳込みの泥漿液製造などにも使用された。また戦時中は爆薬などをつくる薬品の貯蔵用としても使われている。

### その他
江戸時代は土葬用の甕棺として広く使われた。また土中に埋めて肥溜めとしても使われた。

## 保存・展示
- 褐釉大甕 - 九州陶磁文化館
- 制作用具一式 - 佐賀県立博物館（最後の生産者となった藤田製陶所・藤田勇からの寄贈）
- ダイテンガメ・ハットガメなど - 佐賀県立博物館

ほか、志田焼の里博物館や山口家住宅（国の重要文化財）で、水甕などが保存されている。また、元が日用品であるため、軒先や農地で放置されているものも少なくない。

## 参考資料
- FUKUOKA STYLE Vol.22 コラム「肥前の大甕」（福博総合印刷、1998年）
- 『江戸参府旅行日記』ケンペル（齋藤信訳）、東洋文庫、1997年
- 『江戸参府随行記』C・P・ツュンベリー（高橋文訳）、東洋文庫、1994年
- 九州陶磁文化館情報・セラミック九州 No41
- 佐賀県立博物館報 No56、58